# ベルの不等式
ベルの不等式（ベルのふとうしき）とは、隠れた変数理論などの局所実在論が満たすべき相関の上限を与える式である。
1964年にジョン・スチュワート・ベルによって導かれた。この不等式は実験に適していないので、後に多くの研究者がそれとは少し異なる形の不等式を導いた（ベル型の不等式と呼ばれる）。この不等式の実験的検証により、局所的隠れた変数理論は否定された。

## 定理
2つの異なる場所A、Bで測定を行う。測定では+1か-1という2つの結果のみが得られる。
A,Bの測定装置の設定はそれぞれ2種類あり、1回の測定ごとに設定をランダムに切り替えて、その設定に対応する物理量を測る。Aの測定では物理量{\displaystyle A_{0}}か{\displaystyle A_{1}}、Bの測定では物理量{\displaystyle B_{0}}か{\displaystyle B_{1}}を測り、その測定値はいずれも+1か-1のどちらかである。
ベル型の不等式の1つであるCHSH不等式は次のような形である。局所実在論の下では
{\displaystyle |S|\leq 2}
ただし
{\displaystyle S=\langle A_{0}B_{0}\rangle +\langle A_{0}B_{1}\rangle +\langle A_{1}B_{0}\rangle -\langle A_{1}B_{1}\rangle }
ここで{\displaystyle \langle A_{i}B_{i}\rangle }は{\displaystyle A_{i}B_{i}}の平均値である。
量子力学ではこのSの上限を破ることができ、実験的に、量子論と局所的な隠れた変数理論を区別することができる。例えば2015年の実験ではS=2.42であり、局所的隠れた変数理論は実験的に否定された。
量子力学におけるSの理論的最大値は{\displaystyle 2{\sqrt {2}}}であり、チレルソン限界と呼ばれる。

## 検証実験
1972年にジョン・クラウザーとスチュアート・フリードマンによって、光子の偏光を用いて初めてベルの不等式の実験的検証が行われ、ベルの不等式の破れが観測された。それ以後、多くのグループによって実験の改良が行われてきた。
検証実験にはいくつかの抜け穴がある。局所性の抜け穴とは、装置の距離が十分に離れていないため、光速より遅い速度でも、測定器の設定がもう一方の測定器や粒子発生器に伝わってしまう可能性である。そのため局所的な隠れた変数の可能性を排除しきれない。
検出の抜け穴は、測定器の検出効率が低いと、発生した粒子のうち一部しか測定されず、それが全体を代表していない可能性である。Pearleは検出の抜け穴を生じさせる局所的隠れた変数モデルを考案した。
1982年にアラン・アスペは局所性の抜け穴を（かなりの程度）ふさいだ実験を行い、多くの注目を浴びた。
その後も実験の改良は続き、2015年に4つのグループが独立に、局所性の抜け穴と検出の抜け穴の両方を潰した実験を行い、ベルの不等式の破れが確認された。

## 解釈
コペンハーゲン解釈では、ベルの不等式の破れをある種の実在性の否定ととらえ、測定前の物理量は実在しないと解釈する。ただし測定前の物理量が存在しないにもかかわらず、EPR相関のように、どこかで測定を行うと、そこから遠く離れた場所の物理量も確定するという非局所性が存在する（ただし量子ベイズ主義のような主観的な解釈では、量子力学は観測者のもつ信念のみを記述し、観測者は光速を越えて移動しないので局所的だと解釈する）。
局所的隠れた変数理論は実験的に否定されたが、非局所的隠れた変数理論はいまだに生きている。代表的なものにド・ブロイ＝ボーム理論がある。エドワード・ネルソンの確率過程量子化も非局所的な隠れた変数理論と解釈することができる。
ベルの不等式を導出する前提として、隠れた変数が測定設定と相関していないことが挙げられる。つまり何を測定するかを選択する「自由意志」を測定者が持っていることを前提としている。宇宙が完全に決定論的であり、何を測定するかは初めから決定されているとして、ベルの不等式を回避するのが超決定論である。超決定論では局所的隠れた変数理論を構築することもできると考えられている。 
またベルの不等式の前提として、測定者は1回の測定ごとに1つの測定結果を得るという前提がある。多世界解釈ではこの前提が成り立たない。多世界解釈では局所的な理論を構築可能である。